# James Cameron's Avatar: The Game
James Cameron's Avatar: The Game — відеогра 2009 року, шутер від третьої особи, розроблена за мотивами фантастичного фільму Джеймса Камерона Аватар (2009). Гру розробила студія Ubisoft Montreal і вона вийшла на платформах PlayStation 3, Xbox 360, ПК, Wii і Nintendo DS 1 грудня 2009 року, а PSP версія 8 грудня 2009. Її випустила компанія Ubisoft у цьому ж форматі що й фільм — у стереоскопічному 3D. В інтерв'ю журналу  Nintendo Power було заявлено що версія Wii буде використовувати рушій Jade engine від Ubisoft. Станом на квітень 2011 року продажі James Cameron's Avatar: The Game перевищили 3 млн копій.
В грі представлені деякі персонажі з фільму, які були також озвучені акторами які їх зіграли. Серед них Сігурні Вівер, Стівен Ленг, Мішель Родрігес і Джованні Рібізі